# Masaia (departamento)
Masaia (em castelhano: Masaya) é um departamento da Nicarágua, sua capital é a cidade de Masaya. Está  situado entre os lagos de Manágua e Nicarágua, porém, não é banhado por nenhum deles.
Produz tabaco, café, cana-de-açúcar, juta, milho e arroz.

## Municípios
1. Catarina
2. La Concepción
3. Masatepe
4. Masaya
5. Nandasmo
6. Nindirí
7. Niquinohomo
8. San Juan de Oriente
9. Tisma

## Cidades-Irmãs
- Belo Horizonte,  Brasil